# Karl Wåhlin
Karl Ludvig Wåhlin, född 14 juli 1861 i Lund, död den 27 januari 1937 i Stockholm, var en svensk konsthistoriker och tidskriftsredaktör.

## Biografi
Wåhlin avlade mogenhetsexamen i Lund 1880 och anställdes 1883 i Gleerupska universitetsbokhandeln. Han arbetade 1884–1892 som "litterärt biträde" hos förlaget P.A. Norstedt & Söner.  Bland annat var han 1887–1890 redaktionssekreterare i Ny svensk tidskrift. Han blev 1890 amanuens i Nationalmuseums konstavdelning, där han 1895–1904 var sekreterare. Efter åtta års tjänstledighet återgick han som sekreterare 1913–1916 och därefter åter som amanuens.
Wåhlin grundade 1892 tidskriften Ord och Bild, vars redaktör han var fram till sin död. Under hans ledning etablerade sig Ord och Bild snabbt som Sveriges viktigaste kulturtidskrift. Som konstkritiker publicerade sig Wåhlin i en mängd svenska tidskrifter och tidningar, bland annat Svenska Dagbladet och Stockholms Dagblad. Han gav ut flera konstnärsmonografier, bland annat Johan Vilhelm Karl Wahlbom (1901) och Ernst Josephson (1911–1912).
Wåhlin var 1887–1898 sekreterare i Sveriges allmänna konstförening, ledamot i Samfundet De Nio sedan dess grundande 1913 och 1919–1922 ordförande i Sveriges författareförening. Han blev riddare av Nordstjärneorden 1917. Wåhlin avled på Serafimerlasarettet i Stockholm och är begraven på Norra begravningsplatsen utanför Stockholm.
Han var sonson till prästen Lars Peter Wåhlin, son till rektorn Carl Ludvig Wåhlin och Anna Johanna Hakvina Meijer, bror till arkitekten Theodor Wåhlin och juristen Samuel Wåhlin samt kusin med bibliotekarien Lars Wåhlin. Karl Wåhlin gifte sig 1902 med konstnären Hildur Hult. De fick sonen Staffan (1902–1993), men Hildur dog redan 1904. Karl Wåhlin gifte 1918 om sig med Anna Lamberg-Bruun (1877–1949).